# Veržinija Veselinova
Veržinija Ivanova Veselinova (Asenovgrad, 18 novembre 1957) è un'ex pesista bulgara.

## Palmarès
| Anno | Manifestazione   | Sede     | Evento         | Risultato | Misura  | Note |
| ---- | ---------------- | -------- | -------------- | --------- | ------- | ---- |
| 1973 | Europei juniores | Duisburg | Getto del peso | 7ª        | 14,61 m |      |
| 1975 | Europei juniores | Atene    | Getto del peso | Oro       | 17,30 m |      |
| 1980 | Olimpiadi        | Mosca    | Getto del peso | 5ª        | 20,72 m |      |
| 1982 | Europei indoor   | Milano   | Getto del peso | Oro       | 20,19 m |      |
| 1982 | Europei          | Atene    | Getto del peso | 5ª        | 20,23 m |      |